# Risden Tyler Bennett
Risden Tyler Bennett (* 18. Juni 1840 in Wadesboro, Anson County, North Carolina; † 21. Juli 1913 ebenda) war ein US-amerikanischer Politiker. Zwischen 1883 und 1887 vertrat er den Bundesstaat North Carolina im US-Repräsentantenhaus.

## Werdegang
Risden Bennett besuchte die öffentlichen Schulen seiner Heimat und das Anson Institute. Danach studierte er an der Cumberland University sowie an der Lebanon Law School in Tennessee. Während des Bürgerkrieges diente Bennett im Heer der Konföderation, in dem er vom einfachen Soldaten bis zum Oberst aufstieg. Dabei wurde er mehrfach verwundet. In den Jahren 1866 und 1867 amtierte Bennett als Staatsanwalt im Anson County. Politisch war er Mitglied der Demokratischen Partei. Zwischen 1872 und 1874 saß er als Abgeordneter im Repräsentantenhaus von North Carolina. 1875 war er Delegierter auf einer Versammlung zur Überarbeitung der Staatsverfassung. Von 1880 bis 1882 fungierte er als Richter am Superior Court.
Bei den Kongresswahlen des Jahres 1882 wurde Bennett in das US-Repräsentantenhaus in Washington, D.C. gewählt. Diese Wahl um das wieder eingerichtete neunte Mandat North Carolinas fand ausnahmsweise staatsweit statt. 1884 wurde er im sechsten Wahlbezirk als Nachfolger von Clement Dowd bestätigt. Damit konnte er zwischen dem 4. März 1883 und dem 3. März 1887 zwei Legislaturperioden im Kongress absolvieren. Ab 1885 war er Vorsitzender des Ausschusses zur Kontrolle der Ausgaben des Außenministeriums.
Nach seinem Ausscheiden aus dem US-Repräsentantenhaus praktizierte Risden Bennett als Anwalt in Wadesboro. Dort ist er am 21. Juli 1913 auch verstorben.